# Грюнау (Олександро-Невська волость)
Грюнау (німецька колонія поселенців № 6, «Grunau», а також «Грунау») — колишнє село на території України, у Розівському районі Запорізької області перейменовано в Олександро-Невський, а потім — за часів Радянської влади, приєднано до Розівки.

## Історія
Село засноване в 1823 року за 50 км на північний захід від Маріуполя 29 родинами з Західної Пруссії (район на північ від міста Ельблонг (нім. Kreis Elbing)). Назва походить від поселення Грюнау (сучасне найменування пол. Gronowo) із Західної Пруссії.
До 1917 року село перебувало у складі Катеринославської губернії, Маріупольського/Олександрівського повіту, Маріупольського колоніального округу (будучи центром); Олександро-Невської (Грюнауської або Грунауської) волості.
У 1925—1939 роках село входило до складу Люксембурзького німецького національного району Маріупольської округи (з 1932 — Дніпропетровської області, з 1939 — Запорізької області).
Село і його населення перетерпіло кілька трагічних моментів з репресіями німецького населення і руйнуванням культурно-релігійних пам'яток.

## Соціально-економічний розвиток
Село мало 1620 десятин орної землі.

## Суспільно-політичне життя

### Релігія
- Євангелісти-протестанти з Пруссії: лютеранський прихід Грюнау з 1826 року; церква з 1864 року.
- Католики з Пруссії: прихід Гросс-Вердера.
- Храм Святого Князя Олександра Невського Катеринославської Духовної Консисторії (1896 р.)

### Світське життя
Діти відвідували громадський сад. У селі розташовувався деревопітомнік і був млин. З 1865 року — центральне училище. Початкова школа для дітей. Молокозавод, лікарня, аптека, ветеринарна станція, лавка, клуб.

## Відомі особистості
Першими переселенцями, що заснували село, були: Abermeth, Adam, Albrecht, Arnold, Aust, Bär, Bärlein, Barthmansky, Bartsch, Bechthold, Beck, Beil, Bendig, Benks, Birth, Brandt, Brecht, Dragun, Fleischhauer, Gabriel, Gutjahr, Haag, Hahn, Hennig, Heymann, Holland, Jahn, Jost, Kaiser, Klassen, Knels, Knopp, Koch, Koschke, Kruschinski, Lange, Netzlaff, Liske, Littke, Mohr, Ollenberger, Ohm (Lehrer, виходець з Stutthoff / Kampe), Rabe, Raese, Ramminger, Richter, Riemer, Rinas, Rindfleisch, Rogalsky, Rommel, Rosse, Sablowski, Saurin, Schaffner, Scharnagel, Schmidt, Schönknecht, Schreiner, Schütz, Schwendig, Slastin, Sokol, Stach, Stein, Strauss, Subtschenko, Tabler, Thomas, Todenheft, Tuchel, Vogelsang, Wedler, Weisshaar, Wiechert, Witt, Wolf, Zeiger, Zeller, Zitzer.
- Село Грюнау є місцем народження лютеранського пастора та історика Я. Штах (1865—1944).

## Статистика зростання населення
У 1857 році в селі налічувалося 27 дворів і 15 безземельних сімей проживали на 1512 десятинах.
Чисельність населення: 513 (1859), 848 (1885), 690 з яких 495 німців (1897), 640 (1908), 582 (1914), 675 (1919), 560 (1922).